# William Hague (arquiteto)
William Hague Jr. (1836-1899) foi um conhecido arquiteto eclesiástico católico romano irlandês, ativo em toda a Irlanda em meados ao final do século XIX, particularmente no Úlster. Ele é conhecido como um protegido de A.W.N. Pugin. Seu escritório estava localizado na 50 Dawson Street, Dublin.
Ele nasceu no Condado de Cavan, filho de William Hague, um construtor, e lá projetou várias igrejas católicas romanas, muitas no estilo gótico francês. Hague morreu no ano em que o Sagrado Coração de Omagh foi dedicado e, conseqüentemente, foi “a culminação de seu incrível catálogo de projetos eclesiásticos concluídos e seu campeonato contínuo do estilo neogótico”, de acordo com Richard Oram em Expressions of Faith-Ulster's Church Heritage. Após sua morte, seu parceiro T.F. McNamara assumiu a maioria de suas comissões sob o nome de Hague &amp; McNamara.

## Trabalhos
- Igreja Católica Romana da Imaculada Conceição, Strabane (1890–1895) [3][4]
- Igreja Católica Romana do Sagrado Coração, Omagh (1892–1899), projetada no estilo gótico francês e construída pelos Irmãos Colhoun de Derry pelo preço do contrato de £ 46.000.[1][5][6]
- Catedral de St. Eunan, Letterkenny, Condado de Donegal, concluída por seu parceiro T.F. McNamara após sua morte.
- Igreja Católica Ballyboy, Condado de Cavan
- Igreja Católica Butlersbridge, Condado de Cavan
- Igreja Católica Kingscourt, Condado de Cavan
- Catedral Católica Romana de St. Macartan, Monaghan, Condado de Monaghan, (torre apenas, 1882-1892), Condado de Monaghan[7]
- Igreja Católica Swanlinbar, Condado de Cavan
- Igreja Católica Romana de São José, Park Street, Monaghan, County Monaghan (1900)
- Igreja Católica Romana do Sagrado Coração, Carrickroe, Emyvale, Condado de Monaghan (1823, ampliado em 1885-1888 por Haia com placa de data de 1886)
- Igreja de São João Evangelista, Kilkenny (1903-1908)
- St Patrick's College, Cavan
- Igreja Católica de Santa Brígida, Killeshandra, Co. Cavan.
- Palácio dos Arcebispos, Drumcondra, Dublin 9.
- Sligo Townhall, Sligo, Co.Sligo
- Carlow Townhall, Carlow, Co. Carlow
- Igreja do Sagrado Coração, Aughrim, Co. Wicklow.